# سباستین ایزومبار

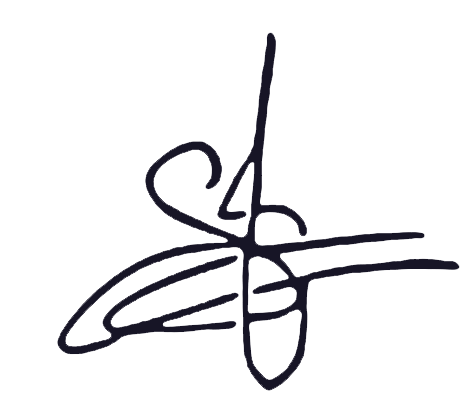
امضای ایزومبار

سباستین ایزومبار (فرانسوی: Sébastien Izambard‎؛ زادهٔ ۷ مارس ۱۹۷۳) موسیقی‌دان، خواننده، آهنگساز و تهیه‌کننده موسیقی اهل فرانسه است. وی از سال ۲۰۰۰ میلادی تاکنون مشغول فعالیت بوده است و از سال ۲۰۰۴ یکی از اعضای گروه موسیقی متقاطع ایل دیوو بوده است که بیش از ۳۰ میلیون نسخه از دیسک‌های آن در سراسر جهان فروخته شده است. ایزومبار عضو فعال سازمان فرانسوی «AMTM» (کمک پزشکی به همه جهان) و سفیر جهانی بنیاد کودکان سانفیلیپو است.